# Mặt Riemann

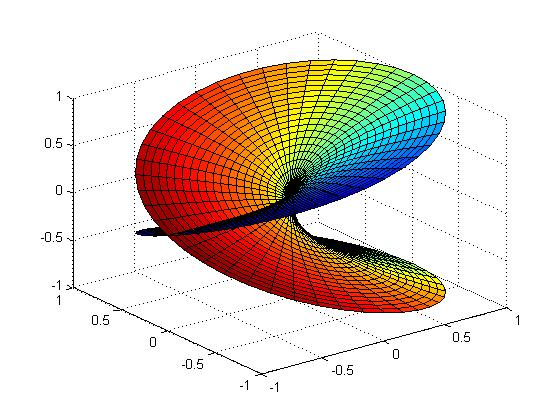
Mặt Riemann ứng với "hàm số".

Trong toán học, mặt Riemann (hay còn gọi là diện Riemann), đặt tên theo nhà toán học Bernhard Riemann, là đa tạp phức một chiều. Mặt Riemann có thể được xem là những bản uốn cong của mặt phẳng phức: ở lân cận mỗi điểm chúng giống nhau là một mảnh trên mặt phẳng phức, nhưng tô pô toàn cục có thể khác. Ví dụ, chúng có thể giống mặt cầu hoặc mặt xuyến hoặc một số tấm dán lại với nhau.

## Định nghĩa
Một mặt Riemann là một không gian tô pô Hausdorff X, với một át-lát vào C sao cho các phép biến đổi bản đồ là các hàm song chỉnh hình. Tức là X có một phủ mở (Ui) gồm các tập mở đồng phôi với các tập mở của C sao cho các ánh xạ đồng phôi {\displaystyle \phi _{i}:U_{i}\to V_{i}\subset \mathbb {C} } thỏa mãn{\displaystyle \forall i,j,\phi _{j}\circ \phi _{i}^{-1}:\phi _{i}(U_{i}\cap U_{j})=V_{i}\cap V_{j}\to V_{i}\cap V_{j}} là một hàm song chỉnh hình.

## Mặt cầu Riemann
Xét {\displaystyle {\hat {\mathbb {C} }}=\mathbb {C} \cup \{\infty \}}. Gán cho nó hai hệ tọa độ (hay hai bản đồ) phức {\displaystyle \mathbb {C} \xrightarrow {id} \mathbb {C} } và {\displaystyle \mathbb {C} -\{0\}\cup \{\infty \}\to \mathbb {C} :z\mapsto {\frac {1}{z}}}. Hàm đổi hệ tọa độ là hàm {\displaystyle \mathbb {C} -\{0\}\to \mathbb {C} -\{0\}:z\mapsto {\frac {1}{z}}}, là một hàm song chỉnh hình. Đây được gọi là mặt cầu Riemann (dựa theo phép đồng phôi giữa mặt cầu với compắc hóa Alexandroff của mặt phẳng phức).

## Mặt xuyến phức
Mặt xuyến phức thường được định nghĩa là thương số của {\displaystyle \mathbb {C} } dưới tác động của một lưới {\displaystyle \mathbb {Z} +\tau \mathbb {Z} } với một số phức {\displaystyle \tau } có phần ảo lớn hơn {\displaystyle 0}.

## Các mặt Riemann ứng với một hàm số

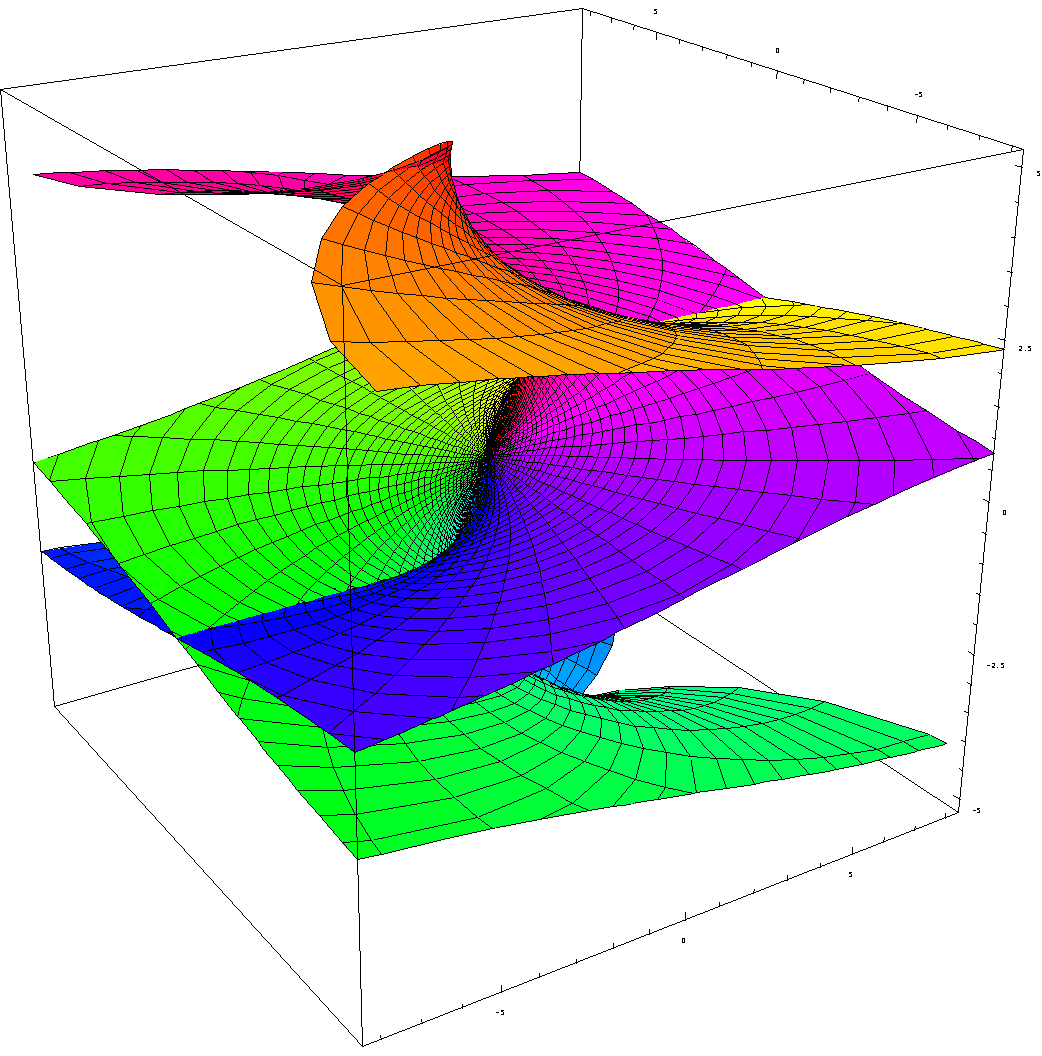
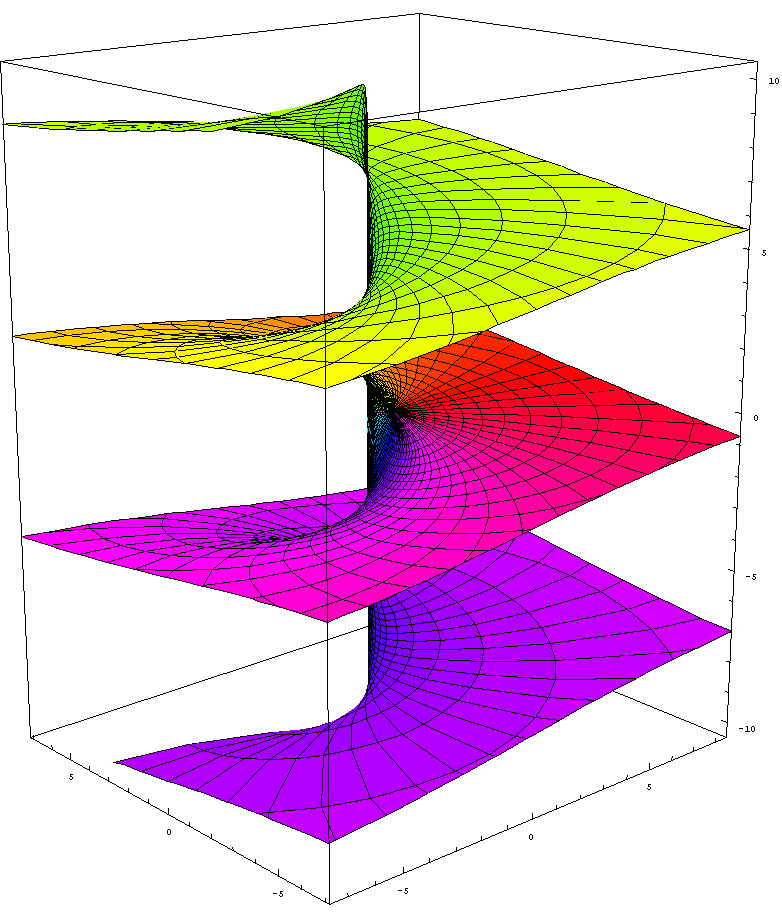
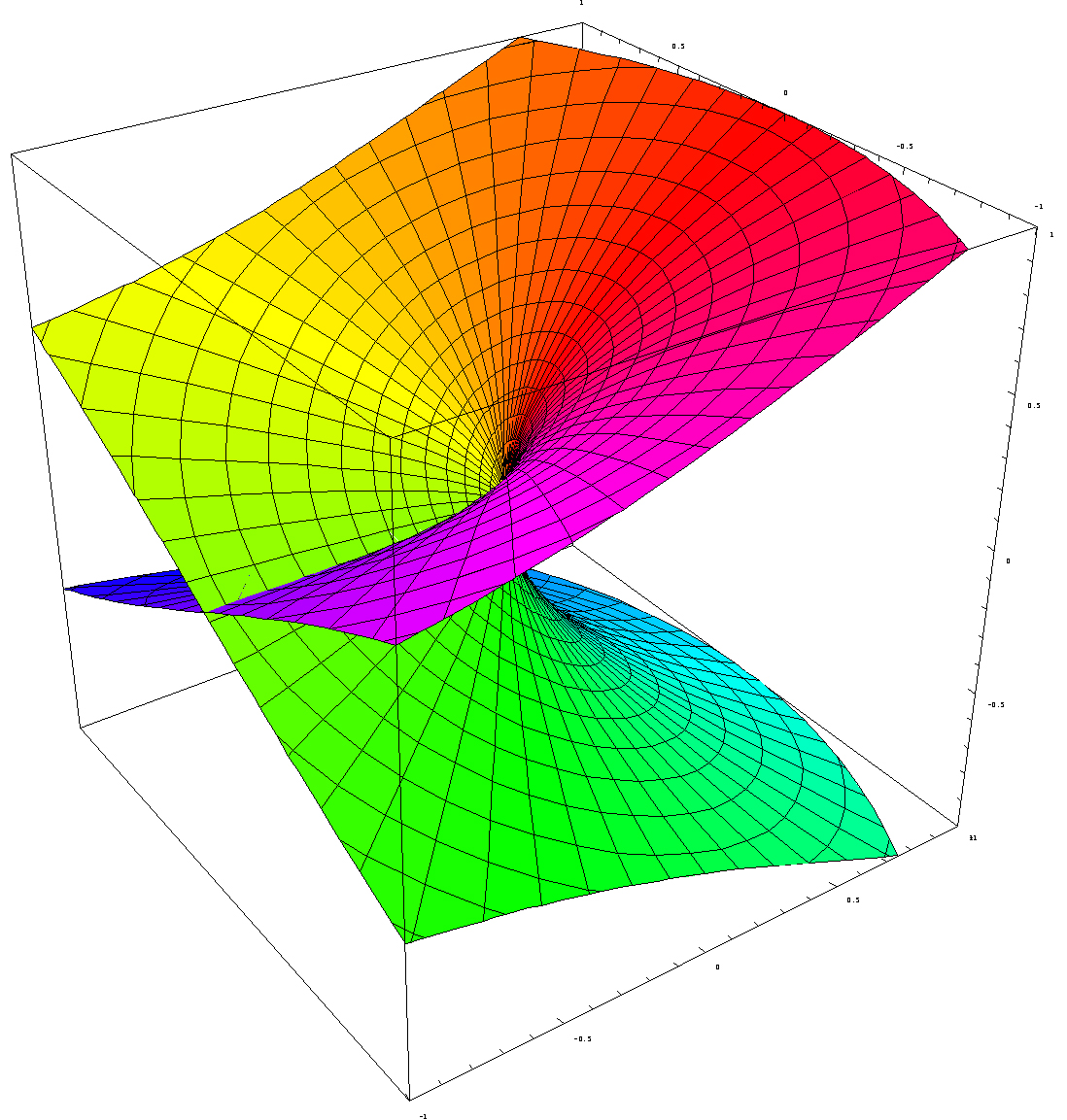
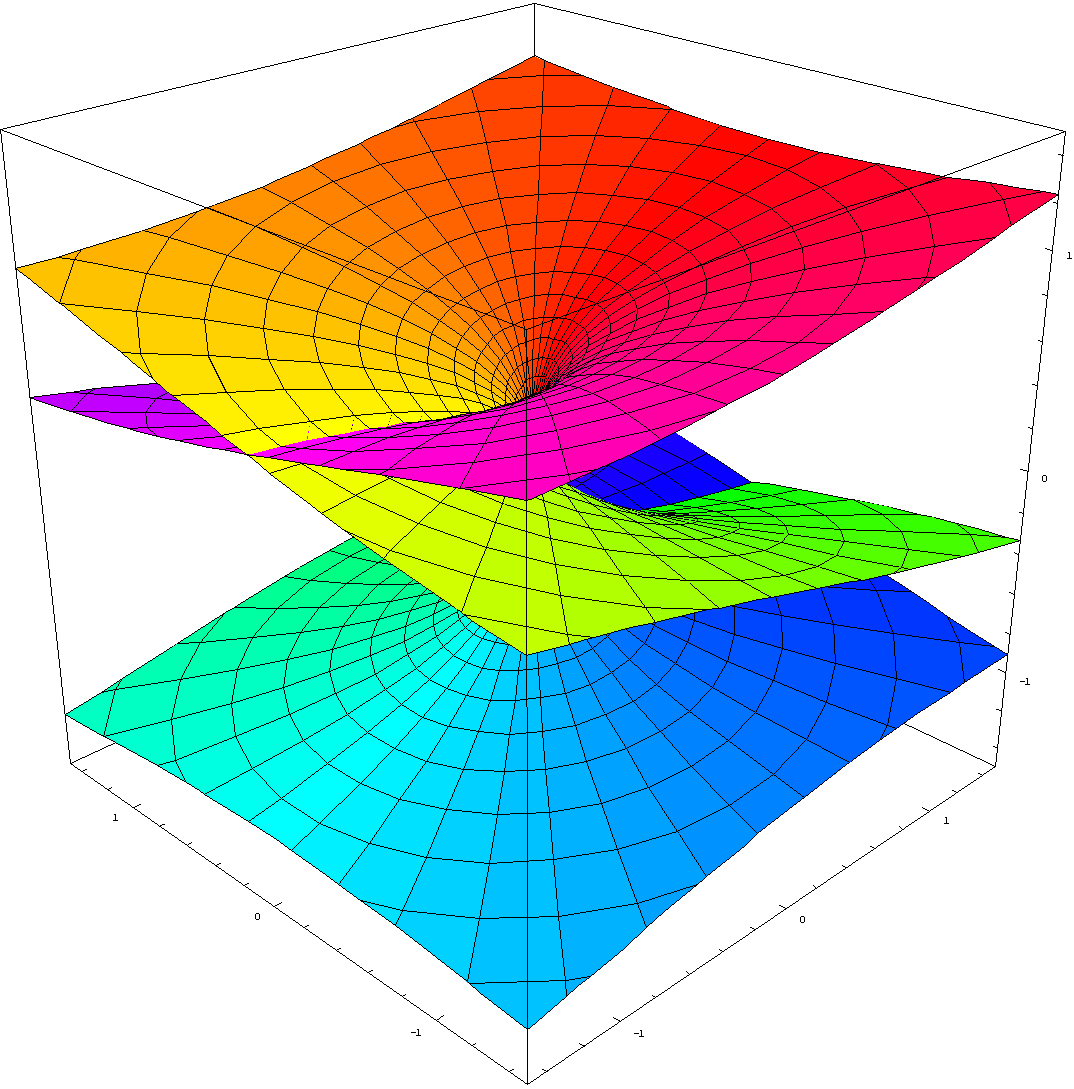
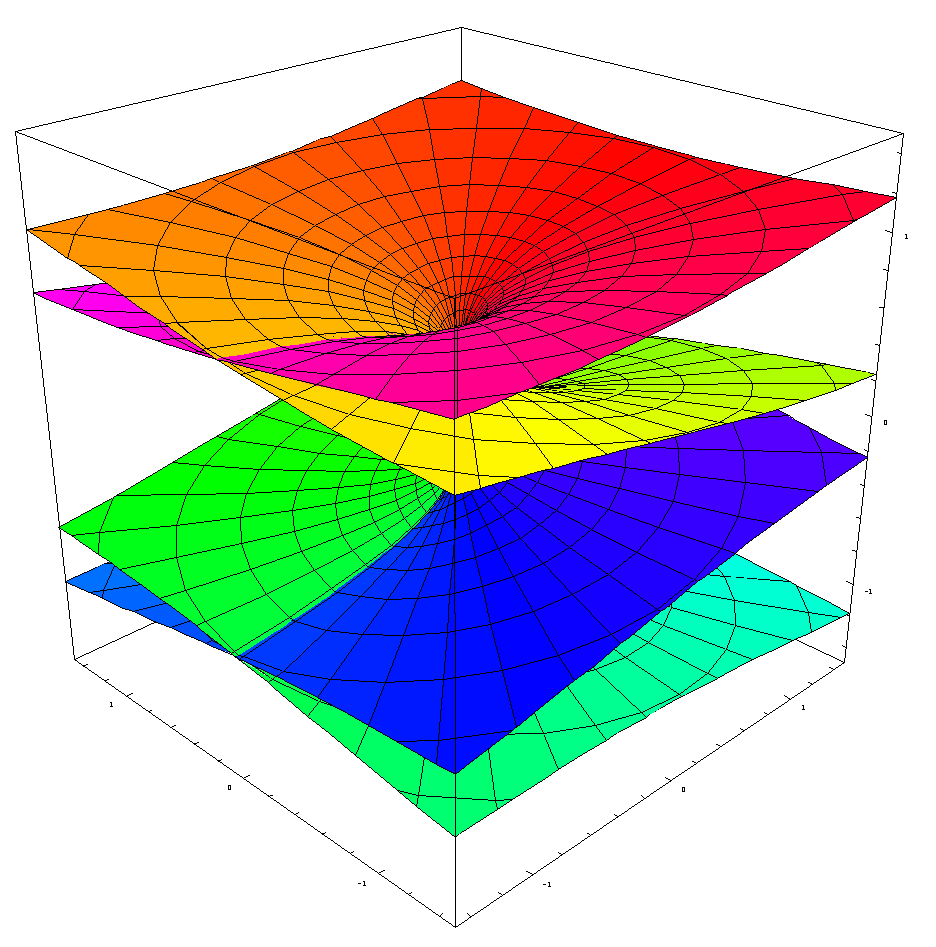

Xét một hàm số {\displaystyle F:\mathbb {C} \to \mathbb {C} }. Không phải lúc nào cũng tồn tại một hàm ngược {\displaystyle f} của {\displaystyle F}. Tuy nhiên {\displaystyle f} có thể được định nghĩa như một hàm trên một mặt Riemann tương ứng với nó. Sau đây là các mặt Riemann ứng với {\displaystyle F} lần lượt bằng {\displaystyle \sin z,\exp z,z^{2},z^{3},z^{4}} (và các hàm ngược tương ứng {\displaystyle \arcsin z,\log z,z^{1/2},z^{1/3},z^{1/4}}).

## Hàm chỉnh hình
Một hàm số phức {\displaystyle f:X\rightarrow \mathbb {C} } trên một mặt Riemann được gọi là một hàm chỉnh hình nếu {\displaystyle f\circ \phi ^{-1}}là một hàm chỉnh hình với mọi bản đồ {\displaystyle \phi } của {\displaystyle X}. Tương tự, một hàm số phức bộ phận {\displaystyle f:X\rightarrow \mathbb {C} } được gọi là một hàm phân hình nếu {\displaystyle f\circ \phi ^{-1}} là một hàm phân hình với mọi bản đồ {\displaystyle \phi } của {\displaystyle X}.

## Cấu trúc vi phân
Một mặt Riemann có một cấu trúc vi phân cảm sinh từ cấu trúc vi phân của mặt phẳng phức, là một đa tạp vi phân hai chiều.